# Dugenta
Dugenta ist eine italienische Gemeinde (comune) mit 2652 Einwohnern (Stand 31. Dezember 2023) in der Provinz Benevento in Kampanien. Die Gemeinde liegt etwa 28 Kilometer westlich von Benevento und etwa 12 Kilometer nordöstlich von Caserta und grenzt unmittelbar an die Provinz Caserta. Die nördliche Gemeindegrenze bildet der Volturno, die östliche Grenze der Isclero.

## Verkehr
Durch die Gemeinde führen die Strada Statale 87 Sannitica und die frühere Strada Statale 265 dei Ponti della Valle. Der Bahnhof der Gemeinde (Frasso-Dugenta) liegt an der Bahnstrecke Caserta–Foggia.